# Axel Ståhle
Axel Reinhold Ståhle (ur. 1 lutego 1891 w Helsingborgu, zm. 21 listopada 1987 w Malmö) – szwedzki jeździec sportowy. Złoty medalista olimpijski z Paryża.
Igrzyska w 1924 były jego jedyną olimpiadą. Startował w skokach przez przeszkody. Zajął siódme miejsce w konkursie indywidualnym i na koniu Cecil triumfował w drużynie, a razem z nim startowali Åge Lundström i Åke Thelning.